# 몰리 파커
몰리 파커(Molly Parker, 1972년 6월 14일 ~ )는 캐나다의 배우이다.

## 출연 작품
- 내 아들 쟈니 (1991년) - 데뷔
- 잉글리시 브라이드(The War Bride, 2001년)
- 피터팬 & 웬디(Peter Pan & Wendy, 2023년) - 달링 부인 역